# نورثهامبتون الشمالية (دائرة انتخابية في المملكة المتحدة)
نورث هامبتون الشمالية (بالإنجليزية: Northampton North)‏ هي إحدى الدوائر الانتخابية في المملكة المتحدة الممثلة في مجلس العموم في برلمان المملكة المتحدة.
عضو البرلمان الذي يمثلها حالياً هو :Ms Sally Keeble (Lab).